# Wereldkampioenschappen schoonspringen 2022 – driemeterplank synchroon gemengd
Het synchroonspringen vanaf de driemeterplank voor gemengde duo's tijdens de wereldkampioenschappen schoonspringen 2022 vond plaats op 29 juni 2022 in de Donau-arena in Boedapest.

## Uitslag
| Rang   | Land                | Namen                              | Punten |
| ------ | ------------------- | ---------------------------------- | ------ |
| Goud   | China               | Zhu Zifeng Lin Shan                | 324,15 |
| Zilver | Italië              | Matteo Santoro Chiara Pellacani    | 293,55 |
| Brons  | Verenigd Koninkrijk | James Heatly Grace Reid            | 287,61 |
| 4      | Mexico              | Kevin Muñoz Arantxa Chávez         | 282,42 |
| 5      | Duitsland           | Lou Massenberg Tina Punzel         | 277,62 |
| 6      | Zuid-Korea          | Yi Jaeg-yeong Kim Su-ji            | 275,82 |
| 7      | Maleisië            | Muhammad Puteh Ng Yan Yee          | 275,46 |
| 8      | Verenigde Staten    | Quentin Henninger Kristen Hayden   | 271,86 |
| 9      | Japan               | Haruki Suyama Haruka Enomoto       | 266,46 |
| 10     | Zwitserland         | Guillaume Dutoit Madeline Coquoz   | 254,31 |
| 11     | Frankrijk           | Jules Bouyer Nais Gillet           | 243,51 |
| 12     | Brazilië            | Rafael Fogaça Anna Lúcia Rodrigues | 234,60 |
| 13     | Nieuw-Zeeland       | Frazer Tavener Maggie Squire       | 223,86 |